# Аронштам Григорій Наумович
Григорій Наумович Аронштам (нар. 1893, село Борзна Чернігівської губернії, тепер місто Чернігівської області — розстріляний 19 березня 1938, місто Москва, Російська Федерація) — радянський партійний діяч, 1-й секретар ЦК КП(б) Туркменії, член ЦВК СРСР. Член Центральної контрольної комісії ВКП(б) у 1930—1934 роках. Брат Лазаря Аронштама.

## Життєпис
Народився в єврейській родині торгового агента. З 1900 року жив з родиною в місті Лодзь. У 1902-1911 роках навчався в Лодзькому мануфактурно-промисловому училищі на хімічному відділенні. У 1911-1914 роках — студент Київського комерційного училища, закінчив три курси.
Член РСДРП(б) з 1913 року.
У березні 1914 року заарештований у справі підпільної друкарні. Виключений з училища, засуджений до висилки в Єнісейську губернію. З травня 1915 року жив на поселенні в селі Богучанське Пінчугської волості Єнісейського повіту, потім в селах Іленське і Клюквенне, вчителював та працював рахівником.
Після Лютневої революції 1917 року звільнений із заслання, переїхав до Москви, обраний членом виконавчої комісії Залізничного районного комітету РСДРП(б), головою Залізничної районної ради, гласним Залізничної районної Думи міста Москви.
З жовтня 1917 року — член Залізничного районного військово-революційного комітету (ВРК) міста Москви. Брав участь у встановленні радянської влади в Москві.
У 1917—1918 роках — т.в.о. комісара шляхів сполучення при президії Московської міської Ради.
З березня по серпень 1918 року — відповідальний секретар Залізничного районного комітету РКП(б) Москви.
У серпні 1918 — березні 1919 року — член політичного відділу революційного військового трибуналу Пінего-Печерського краю.
З серпня 1919 по січень 1920 року — начальник політичного відділу військ РСЧА Північно-Двінського напрямку.
У січні 1920 року — начальник політичного відділу 54-ї стрілецької дивізії РСЧА. У січні — березні 1920 року — начальник політичного відділу 18-ї стрілецької дивізії РСЧА, член Усть-Сисольського міського комітету РКП(б).
У березні — травні 1920 року — в розпорядженні Головполітшляху, завідувач політичного відділу Московсько-Казанської залізниці. У травні — липні 1920 року — начальник музейного відділу Головполітшляху.
У липні — серпні 1920 року — член президії Московської районної Спілки залізничників, член Московського комітету РКП(б).
У вересні — грудні 1920 року — заступник начальника політичного відділу 1-ї Кінної армії РСЧА. У січні — липні 1921 року — начальник агітаційно-пропагандистського підвідділу політичного відділу 1-ї Кінної армії. У 1921 році — член Бюро Катеринославського губернського комітету КП(б) України.
У липні — серпні 1921 року — начальник політичного управління Північно-Кавказького військового округу.
З серпня 1921 по лютий 1922 року — начальник Військової колегії Головного управління політичної освіти Народного комісаріату освіти РРФСР.
У червні 1922 — січні 1924 року — відповідальний секретар Бауманского районногокомітету РКП(б) міста Москви.
У січні — лютому 1924 року — член президії Московської міської контрольної комісії РКП(б).
У лютому 1924 — травні 1926 року — відповідальний секретар Обласного комітету РКП(б) Вотської автономної області в місті Іжевську.
У лютому 1926 — 1 травня 1928 року — відповідальний інструктор ЦК ВКП(б).
11 травня 1928 — серпень 1930 року — 1-й секретар ЦК КП(б) Туркменії.
З 1930 року — в організаційно-розподільному відділі ЦК ВКП(б).
У 1934—1936 роках — начальник державної інспекції цін Народного комісаріату фінансів СРСР, начальник державної торгової інспекції Народного комісаріату внутрішньої торгівлі СРСР.
З 1937 по січень 1938 року — старший консультант Центральної інспекції Народного комісаріату харчової промисловості СРСР.
21 січня 1938 року заарештований органами НКВС. Засуджений Воєнною колегією Верховного суду СРСР 19 березня 1938 року до страти, розстріляний того ж дня. Похований на полігоні «Комунарка» біля Москви.
3 березня 1956 року реабілітований, посмертно відновлений у партії.